# محمد مهدي المازندراني
الشيخ مهدي بن عبد الهادي الحائري المازندراني (1295 هـ - 1358 هـ). هو رجل دين وخطيب حسيني ومُؤلّف شيعي عراقي، وتعود أصول أسرته إلى مازندران الواقعة بشمال إيران، وقد اكتسب منها لقبه المازندراني؛ أما لقب الحائري فهو نسبةً إلى الحائر الحسيني في كربلاء حيث ولد ونشأ وترعرع.

## ولادته ونشأته
ولد في كربلاء عام 1295 هـ ونشأ تحت رعاية أبيه عبد الهادي، ثم هاجر إلى النجف، وانتمى لحوزتها العلمية، وتلقى دروساً في الفقه والأصول وعلم الكلام، وأقام في النجف مدة يطلب العلم ثم رجع إلى كربلاء.
واصل في كربلاء تحصيله وأبحاثه في حوزتها حتى انخرط في مجال الخطابة الحسينية.

## خطابته
نال خطيبنا المترجم له شهرة واسعة في الخطابة الحسينية، وقد اشتهرت مجالس خطابته بالوعظ والإرشاد، وكان ورعاً تقياً مخلصاً في ولاءه وخدمته لسيد الشهداء .
استفاد كثيراً من أعلام الخطباء الذين عاصرهم في كربلاء حتى نهج نهجهم في تكوين شخصيته المنبرية، ومن ثم أصبح أحد مشائخ الخطباء الذين يشار إليهم بالبنان، وكان يرقى أعواد المنابر وتعقد له أهم المجالس في كربلاء وسواها، وهو يفيض عطاءً في توجيه الناس وإرشادهم إلى طريق الحق والهدى، وحثهم على التمسك بالثقلين كتاب الله وعترة رسول الله الطيبين الطاهرين.
درس على يديه العديد من الخطباء، ومنهم:
- مرتضى الشاهرودي.[2]

## مؤلفاته
| - معالي السبطين في أحوال السيدين الإمامين الحسن والحسين. - شجرة طوبى. يقع في جزئين؛ الأوّل في سبعة وستين مجلساً في أحوال بعض الصحابة والتابعين وبعض الملوك في مئة وتسعة وأربعين صفحة، والثاني في أحوال النبي محمد، وعلي، وفاطمة، والحسن، والحسين، وبعض المواعظ والأخلاق، ويقع في ثلاثة وخمسين مجلسا مُوزّعة في مئة وستة وسبعين صفحة. - الكوكب الدرّي. يقع هذا الكتاب في ثلاثة أجزاء، كلٌ منها ذات مجالس: في أحوال النبي محمد ستة عشر مجلساً، وفاطمة الزهراء واحد وثلاثين مجلساً، وعلي بن أبي طالب سبعة وأربعين مجلساً، فجميعها أربعة وسبعين مجلساً. | - نور الأبصار في أحوال الأئمة التسعة الأبرار. هذا الكتاب في أحوال تسعةٍ من الأئمة الاثني عشر عند الشيعة؛ ابتداءً من السجاد إلى المهدي. - هداية الأبرار. - كشف الأستار. - ديوان شعر. ديوان شعر باللغة الفارسية. |

## وفاته
توفي في الثالث من رمضان سنة 1358 هـ، وقد دفن في الحائر الحسيني. ومن الأبيات التي تؤرخ وفاته:
فـقـد الـحائر شــيـخاً لـســناً كـان عنواناً إلـى إرشادهـا
والهدى بالحزن أرخت دعا غيب المهدي عن أعوادها

### كتب
- أعيان الشيعة. محسن الأمين، طبع بيروت - لبنان، تاريخ الطبع مفقود، منشورات دار التعارف.
- الذريعة إلى تصانيف الشيعة. آغا بزرگ الطهراني، طبع بيروت - لبنان، تاريخ الطبع مفقود، منشورات دار الأضواء.

### إشارات مرجعية
1. 1 2 3 4  الشيخ مهدي الحائري المازندراني نسخة محفوظة 04 مارس 2016 على موقع واي باك مشين.
2. ↑  مجلة المواقف البحرينية. العدد: 907.
3. ↑  
الطهراني، آغا بزرگ. الذريعة إلى تصانيف الشيعة - ج21. ص. 202. مؤرشف من الأصل في 2020-01-10.
4. ↑  
الطهراني، آغا بزرگ. الذريعة إلى تصانيف الشيعة - ج13. ص. 32. مؤرشف من الأصل في 2020-01-10.
5. ↑  
الطهراني، آغا بزرگ. الذريعة إلى تصانيف الشيعة - ج18. ص. 186. مؤرشف من الأصل في 2020-01-10.
6. ↑  
الطهراني، آغا بزرگ. الذريعة إلى تصانيف الشيعة - ج24. ص. 357. مؤرشف من الأصل في 2019-12-17.